# Sinkin' in the Bathtub
Pour plus de détails, voir Fiche technique et Distribution.
Sinkin' in the Bathtub (Naufrage dans la baignoire) est le tout premier dessin animé de la Warner Bros. Pictures, mais également le premier de la série des Looney Tunes.
Il a été produit et réalisé par Hugh Harman et Rudolf Ising, aux côtés de Friz Freleng. De plus, Leon Schlesinger est crédité comme producteur associé.
Tourné en 1930, Sinkin' in the Bathtub marque le début de Bosko, qu'Harman et Ising ont créé par la Warner Bros.

## Fiche technique
- Titre original : Sinkin' in the Bathtub
- Réalisation et scénario : Hugh Harman et Rudolf Ising
- Producteurs : Hugh Harman, Rudolf Ising et Leon Schlesinger
- Musique : Frank Marsales
- Production : Leon Schlesinger Studios
- Distribution : Warner Bros. Pictures
- Durée : 8 minutes
- Format : noir et blanc - mono - 1.37:1
- Langue : anglais
- Pays : États-Unis
- Date de sortie : 19 avril 1930
- Genre : Film d'animation de comédie

## Distribution

### Voix originales

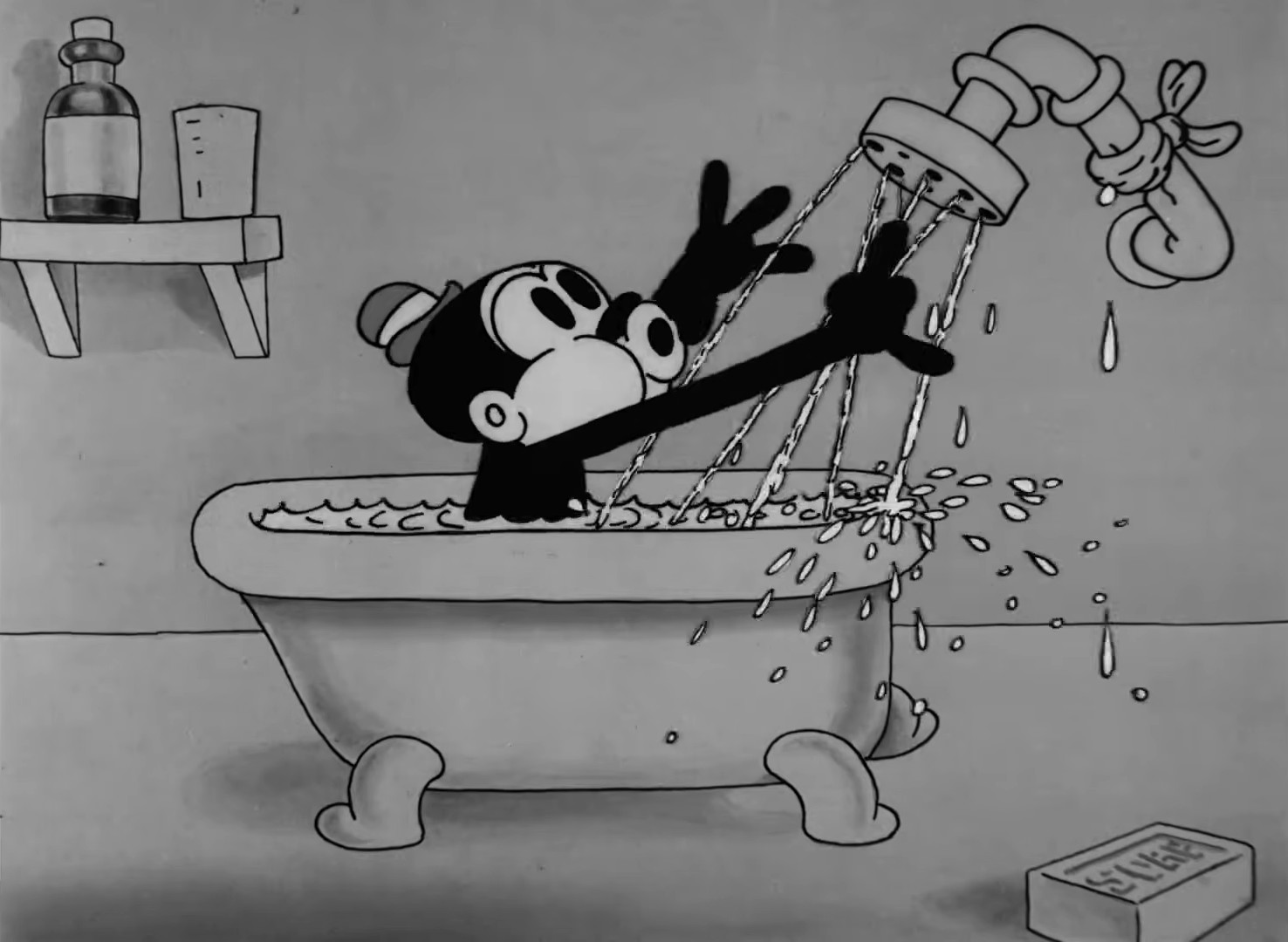
Bosco dans son bain (séquence du film).

- Rochelle Hudson : Honey (non créditée)
- Carman Maxwell : Bosco (non crédité)